# とびだせ!スパーキー
『とびだせ!スパーキー』は、瀬戸内海放送 (KSB) が制作している5分間の番宣番組である。スパーキーとは2004年に登場したKSBのマスコットキャラクターで、彼自身がホストを務めている。

## 主な内容
はじける仲間大集合
視聴者から送られたペットの写真を紹介。ペットたちの写真にスパーキーのたてがみを付けることでスパーキーの仲間となる。
番組宣伝
当日夜以降に放送される自社製作番組や系列のテレビ朝日・朝日放送の番組を紹介。

## 放送時間
- 月曜 11:25
- 水曜 9:55
- 火曜 - 金曜 10:30
- 第2・第4土曜 10:45
- 土曜 17:25